# Зелёный Шершень (фильм, 2011)
«Зелёный Ше́ршень» (англ. The Green Hornet) — комедийный боевик режиссёра Мишеля Гондри об одноимённом супергерое из американских радио- и телепередач. Выход фильма в США состоялся 14 января 2011 года, в России — 3 февраля 2011 года.

## Сюжет
Действие происходит в Лос-Анджелесе. Фильм открывается кадрами из детства главного героя Бритта Рида (Сет Роген). Его отец, вдовец Джеймс Рид (Том Уилкинсон), — богатый владелец крупной газеты «Дэйли Сентинел». Он показан как неподкупный, ответственный директор и строгий, требовательный отец. Маленький Бритт говорит, что пытался отпугнуть хулиганов, но проиграл. Джеймс забирает у мальчика игрушку-супергероя и отрывает у неё голову, потому что Бритт получил двойку за поведение.
20 лет спустя лидер преступного мира Бенджамин Чуднофски (Кристоф Вальц) приезжает к Дэнни Чистому (Джеймс Франко), который только что открыл новый клуб. Чуднофски требует, чтобы Дэнни начал работать на него, но тот говорит, что Чуднофски уже старый, скучный, не страшный, не стильный мафиози, и что он не собирается с ним сотрудничать. Чуднофски убивает охранников Дэнни и взрывает его клуб вместе с ним.
Выросший Бритт Рид (Сет Роген) купается в деньгах отца, живёт в его особняке и прожигает жизнь в бесконечных пьянках и случайных связях. Отец этим крайне недоволен, но не может изменить сына. Однажды утром Бритт узнает, что отец умер от аллергической реакции на укус пчелы, оставив ему в наследство газету. Бритт увольняет весь персонал в доме отца, но утром не получает свой любимый капучино. Он узнает, что такой кофе ему и отцу варил Като (Джей Чоу), который также следил и за машинами в гараже. Он возвращает Като, вместе они напиваются и обсуждают неприятный характер Джеймса. Решив отомстить, они отправляются на кладбище и отрезают голову памятнику Джеймса Рида. Вдруг Бритт замечает, как грабители атакуют молодую пару, вмешивается, но драться он не умеет, и только Като его спасает. Като обладает способностью замедлять время в опасных ситуациях, что позволяет ему с легкостью разделаться с шестью вооруженными людьми. После этого Бритту и Като удается ускользнуть от полицейской погони, и они возвращаются в особняк.
Бритт убеждает Като, и они решают превратиться в супергероев, которые изображают злодеев, но вершат справедливость. Это позволит им легче проникать в преступную среду и лишить их противников возможности использовать мирных граждан против них (например, в качестве заложников). Бритт и Като придумывают название своей команде — Зеленый Шершень. Бритт нанимает на работу секретаря — журналиста и криминолога Ленор Кейс (Камерон Диас). В разговоре с Бриттом Ленор делает предположение о следующих шагах Зелёного Шершня, а Бритт это затем использует для планирования их действий.
Като оснащает седан Imperial Crown 1964 года миниганами, ракетами, огнемётом. Машину называют «Черная Красавица». Бритт советует добавить также катапультируемые кресла, и Като их устанавливает, хотя зрителю и Бритту это неизвестно до финала. Они также придумывают костюм супергероев и логотип Зелёного Шершня.
Отправившись в город, Бритт и Като не знают, куда им ехать. Бритт звонит Ленор, и она, не догадываясь об их истинных намерениях, отправляет им информацию о криминальных районах. Тогда Бритт и Като сначала нападают на кучку бандитов и узнают, что те работают на Чуднофски. Затем они уничтожают его лабораторию по производству наркотиков. Чуднофски в гневе.
Зелёный Шершень и его сообщник продолжают подминать под себя преступный мир Лос-Анджелеса, Чуднофски пытается его разыскать, а «Daily Sentinel» продолжает раздувать эту тему, выставляя Шершня как новую преступную группировку. В том числе, под удар попадает кампания по переизбранию окружного прокурора Сканлона (Дэвид Харбор), построенная на его борьбе с преступностью. Като очень тепло относится к Бритту, называет его братом и дарит ему «шершнествол» — пистолет, стреляющий парализующим газом. Случайно выстрелив в себя, Бритт теряет сознание на 11 дней. За это время Като делает запасные «Черные Красавицы».
Прокурор Сканлон хочет встретиться с Бриттом, но тот отказывается. У Като начинается роман с Ленор, но Бритту она тоже нравится.
Зелёный Шершень становится для Чуднофски серьёзной проблемой, потому что по его примеру другие группировки пытаются тоже выйти из под его контроля. Чуднофски назначает Шершню встречу, и из-за упорства Бритта они попадают в ловушку, но им удается спастись.
Из-за Ленор и различия характеров Бритт и Като ссорятся, дерутся, Като падает в бассейн и начинает тонуть — он не умеет плавать. Бритт спасает его, но увольняет. Он также увольняет Ленор, назвав её распутницей. Из-за этого Ленор ссорится с Като. Чуднофски тем временем убивает несколько человек, похожих на Зелёного Шершня — одевающихся в зелёную одежду.
Бритт в шоке звонит прокурору Сканлону. Бритт считает, что люди погибли из-за того, что его газета активно раскручивала тему Зелёного Шершня. Сканлон предлагает Бритту сделку, чтобы газета освещала новости в выгодном для прокурора свете. Бритт с отвращением отказывается.
Чуднофски решает сменить свой образ — он считает, что его уже никто не боится. Он выбирает имя Кровоновски, хочет носить все красное и придумывает фразу «Пусть это моя маска или твоя кровь, красный — это последний цвет, который ты увидишь».
Бритт узнает, что его отец сотрудничал со Сканлоном и не допускал до печати некоторые материалы. Он приезжает к Ленор и просит её вернуться на работу. Она соглашается, но их замечает Като. Като понимает, что с его способностями ему все же сложно найти работу. Он обнаруживает письмо от Кровоновски, где тот предлагает поделить их влияние в Лос-Анджелесе. У Кровоновски есть работа для Зелёного Шершня: он готов заплатить миллион долларов за убийство Бритта Рида. Като соглашается.
Сканлон назначает встречу Бритту, на которой его должны убить. На встрече Сканлон раскрывает карты и говорит, что хочет контролировать сообщения в газете. Бритт все записывает на диктофон, и думает, что прижал прокурора. Но тут открывается, что прямо в ресторане Бритта должны убить, к тому же выясняется, что отца Бритта убил именно Сканлон — это был не несчастный случай. Бритт понимает, что его отец не мог смотреть на сотрудничество Сканлона с Чуднофски-Кровоновски и начал в определённый момент публиковать информацию, компрометирующую Сканлона. Тогда Сканлон и убил его.
В этот момент появляется Като и наставляет пистолет на Бритта. Тот извиняется перед Като за все, они мирятся. Начинается перестрелка с людьми Кровоновски. Бритт и Като пытаются добраться до типографии, чтобы опубликовать запись о прокуроре Сканлоне, сделанную Бриттом.
В решающий момент врывается полиция, Бритта ранят. Оказывается, что разговор Бритта со Сканлоном не записался на диктофон. Тогда Като сбивает Сканлона остатками «Черной Красавицы» с верхушки небоскреба. Сканлон падает, а Като и Бритт спасаются благодаря катапультируемым креслам. Они отправляются к Ленор, открывая, что они и есть команда Зелёный Шершень. В шоке Ленор таки укрывает их и не сдает полиции.
Нужно что-то сделать с раной Бритта, но они не могут просто явиться в больницу — полиции известно, что Зелёный Шершень ранен в плечо. В домашних условиях извлечь пулю тоже не удается. Тогда Ленор придумывает план: на следующее утро Бритт объявляет на площади о смерти Сканлона от рук Зелёного Шершня, о грядущих планах «Daily Sentinel», назначает нового главного редактора и заявляет, что хотел бы, чтобы его отец мог гордиться газетой. В этот момент появляется Като на «Черной Красавице» и со словами «Привет от Зелёного Шершня!» стреляет в Бритта холостым патроном. Бритт падает, стоящая рядом Ленор кричит «Он ранен в плечо», и его везут в больницу — теперь для этого есть повод.
В финальной сцене Бритт и Като приваривают голову памятника Джеймса Рида на прежнее место.

## В ролях
| Актёр               | Роль                              |
| ------------------- | --------------------------------- |
| Сет Роген           | Бритт Рид / Зелёный Шершень       |
| Джей Чоу            | Като                              |
| Кристоф Вальц       | Бенджамин Чуднофски / Кровоновски |
| Камерон Диас        | Ленор (Кейси) Кейс                |
| Том Уилкинсон       | Джеймс Рид                        |
| Эдвард Джеймс Олмос | Майк Аксфорд                      |
| Дэвид Харбор        | Фрэнк Сканлон                     |
| Анали Типтон        | Анна Ли                           |
| Эдвард Фёрлонг      | Таппер                            |
| Джеймс Франко       | Дэнни Чистый (в титрах не указан) |
| Тейлор Коул         | Девушка                           |

## Создание фильма
4 июня 2008 года компания Sony Pictures объявила о том, что на базе своего филиала Columbia Pictures они планируют снять полнометражный фильм о супергерое. По их словам, фильм будет выпущен 22 декабря 2010 года. Роль главного героя фильма будет исполнять Сет Роген, который, к тому же, вместе с Эваном Голдбергом будет работать над сценарием. Позднее Sony Pictures объявила о том, что снимать фильм, а также исполнять роль Като, будет звезда гонконгских комедийных боевиков Стивен Чоу. Однако из-за творческих разногласий Чоу больше не хотел снимать этот фильм. Вместо этого Чоу решил снимать супергероическую комедию с Джеком Блэком в главной роли. Позднее Чоу отказался от роли Като, и был заменён тайваньским певцом и актёром Джеем Чоу.
В дальнейшем было объявлено о том, что Columbia Pictures выбрала на место режиссёра фильма Мишеля Гондри. Также в переговорах о съёмках в фильме участвовали Николас Кейдж и Камерон Диас, чтобы исполнить роли злодея и репортёра-возлюбленной, соответственно. Камерон Диас была утверждена на роль, а кандидатура Николаса Кейджа была официально отклонена. 14 сентября было объявлено о том, что австрийский актёр Кристоф Вальц будет играть злодея по имени Чуднофски. 8 октября музыкальная группа Anvil производила в одном из рок-клубов съёмку камео, которые будут появляться по ходу фильма. 11 и 12 ноября 2009 года несколько районов бульвара Уилшир (Лос-Анджелес) были использованы в качестве ночной территории для съёмок сцены погони на автомобиле.

## Отзывы
«Зелёный Шершень» получил смешанные отзывы кинокритиков. На Rotten Tomatoes у фильма 45 % положительных рецензий из 205. На Metacritic — 39 баллов из 100 на основе 39 обзоров. Роджер Эберт оценил фильм в 1 звезду из 4-х.